# SMS Kronprinz (1867)
SMS Kronprinz – pruski, a następnie niemiecki okręt pancerny, który wszedł w skład Pruskiej Marynarki Wojennej w 1867 roku. Jeden z pierwszych niemieckich okrętów tej klasy. 

## Projekt i budowa
Zamówienie na nowy okręt pancerny dla Pruskiej Marynarki Wojennej zostało złożone 13 stycznia 1866 roku w stoczni Samuda Brothers w Londynie. Rozpoczęcie budowy miało miejsce w 1866 roku. Wodowanie nastąpiło 6 maja 1867 roku, wejście do służby 19 września tego samego roku.
Kadłub okrętu wykonano głównie ze stopu żelaza w połączeniu z elementami drewnianymi. Wręgi i podłużnice wykonane z żelaza tworzyły główną strukturę kadłuba, do której mocowano elementy poszycia i opancerzenia wykonane z drewna i żelaza. Opancerzenie żelazne w najgrubszym miejscu dochodziło do 124 mm. Zastosowano dziewięć przedziałów wodoszczelnych. Kadłub na 43 procentach swojej długości wyposażony był w dno podwójne. Okręt wyposażono w maszynę parową o mocy 4870 KM wyprodukowaną przez brytyjską firmę John Penn and Sons, która napędzała jedną śrubę okrętową. Jako pomocniczy zastosowano napęd żaglowy.

## Służba
Po wejściu do służby efektywne wykorzystanie okrętu było utrudnione przez częste awarie systemu napędowego. Okręt skreślono z rejestrów marynarki 22 sierpnia 1901 roku i skierowano do stoczni w celu przebudowania na jednostkę szkolną. W roli okrętu do szkolenia załóg siłowni okrętowych służył do 1921 roku, kiedy to został sprzedany na złom za kwotę 5 milionów marek.